# Ľubomír Hurtaj
Ľubomír Hurtaj (* 28. November 1975 in Topoľčany, Tschechoslowakei) ist ein ehemaliger slowakischer Eishockeyspieler. Sein Bruder Peter Hurtaj ist ebenfalls Eishockeyspieler.

## Karriere
Ľubomír Hurtaj begann seine Karriere als Eishockeyspieler beim HC Topoľčany, für dessen Profimannschaft er von 1993 bis 1996 in der 1. Liga, der zweiten slowakischen Spielklasse, aktiv war. Im Laufe der Saison 1995/96 kam er zudem zu seinem Debüt in der slowakischen Extraliga, als er in zwei Spielen für den HC 07 Prešov auf dem Eis stand und dabei ein Tor erzielte. Es folgte jeweils ein Jahr in der slowakischen Extraliga beim HK Spišská Nová Ves, HK Nitra, erneut beim HK Spišská Nová Ves sowie beim HC Dukla Trenčín. Im Laufe der Saison 1997/98 spielte er parallel zudem für den Zweitligisten HC 05 Banská Bystrica. Im Sommer 2000 erhielt der Center einen Vertrag beim Spitzenteam HC Slovan Bratislava, mit dem er in der Saison 2001/02 erstmals den slowakischen Meistertitel gewann. Die Saison 2002/03 begann er ebenfalls bei Slovan Bratislava, wechselte jedoch im Laufe der Spielzeit zum HC Plzeň 1929 aus der tschechischen Extraliga. Bereits gegen Ende der Saison 2003/04 verließ er jedoch auch diese Mannschaft wieder und schloss sich stattdessen HIFK Helsinki aus der finnischen SM-liiga an. 
Von 2004 bis 2006 trat Hurtaj während der Hauptrunde jeweils für den HC Energie Karlovy Vary aus der tschechischen Extraliga an. Anschließend lief er in beiden Jahren für den Lausanne HC aus der Schweiz auf. Mit diesem stieg er in der Saison 2004/05 aus der Nationalliga A ab und verpasste in der folgenden Spielzeit mit Lausanne den direkten Wiederaufstieg in den Playoffs der Nationalliga B. Zur Saison 2006/07 kehrte der ehemalige Nationalspieler zum HC Slovan Bratislava zurück und wurde mit der Mannschaft erneut Slowakischer Meister. Die folgende Spielzeit verbrachte er bei den Grizzly Adams Wolfsburg in der Deutschen Eishockey Liga. Für die Niedersachsen war er in 40 Spielen für drei Toren und zehn Vorlagen verantwortlich. Zur Saison 2008/09 kehrte er in die Slowakei zurück, wo er zunächst für seinen Ex-Klub HC Dukla Trenčín sowie den MHC Martin antrat, bevor er die Spielzeit beim HC Vítkovice Steel aus der tschechischen Extraliga beendete. Die Saison 2009/10 wiederum begann er beim HKm Zvolen in der slowakischen Extraliga und beendete sie bei den Guildford Flames in der English Premier Ice Hockey League. Im Sommer 2010 schloss er sich dem rumänischen Verein HSC Csíkszereda an, für den er hauptsächlich in der multinationalen MOL Liga auflief. In der Saison 2011/12 trat er mit der Mannschaft zudem in den Playoffs der rumänischen Eishockeyliga an und wurde mit dem HSC Rumänischer Meister.
Nach der Saison 2012/13 lief sein Vertrag beim HSC aus und Hurtaj wechselte zunächst innerhalb der Liga zu den Dunaújvárosi Acélbikák. Im Dezember 2013 verließ er den ungarischen Verein und wurde vom HK Nové Zámky verpflichtet, mit dem er am Saisonende die Meisterschaft der MOL Liga gewann.

### International
Für die Slowakei nahm Hurtaj an der Weltmeisterschaft 2000 teil, bei der er mit seiner Mannschaft die Silbermedaille gewann. Er selbst trug mit einem Tor und zwei Vorlagen in acht Spielen zu diesem Erfolg bei.   

## Erfolge und Auszeichnungen
- 2002 Slowakischer Meister mit dem HC Slovan Bratislava
- 2007 Slowakischer Meister mit dem HC Slovan Bratislava
- 2012 Rumänischer Meister mit dem HSC Csíkszereda
- 2013 Rumänischer Meister mit dem HSC Csíkszereda
- 2014 Sieger der MOL Liga mit dem HK Nové Zámky

### International
- 2000 Silbermedaille bei der Weltmeisterschaft